# Alosimus filitarsis
Alosimus filitarsis là một loài bọ cánh cứng trong họ Meloidae. Loài này được Escalera miêu tả khoa học năm 1925.